# Lepidophyma cuicateca
Lepidophyma cuicateca là một loài thằn lằn trong họ Xantusiidae. Loài này được Canseco-Marquez, Gutiierez-Mayen & Mendoza-Hernandez mô tả khoa học đầu tiên năm 2008.